# Альмодовар-дель-Кампо
Альмодовар-дель-Кампо (ісп. Almodóvar del Campo) — муніципалітет в Іспанії, у складі автономної спільноти Кастилія-Ла-Манча, у провінції Сьюдад-Реаль. Населення — 6775 осіб (2010).
Муніципалітет розташований на відстані близько 190 км на південь від Мадрида, 36 км на південний захід від Сьюдад-Реаля.
На території муніципалітету розташовані такі населені пункти: (дані про населення за 2010 рік)
- Альмодовар-дель-Кампо: 5932 особи
- Б'єнвеніда: 43 особи
- Фонтаносас: 113 осіб
- Мінас-дель-Оркахо: 10 осіб
- Навасеррада: 86 осіб
- Ретамар: 79 осіб
- Сан-Беніто: 227 осіб
- Тіртеафуера: 131 особа
- Вальдеасогес: 15 осіб
- Вередас: 27 осіб
- Віньюела: 112 осіб

## Демографія
Динаміка населення (INE ):

## Галерея зображень

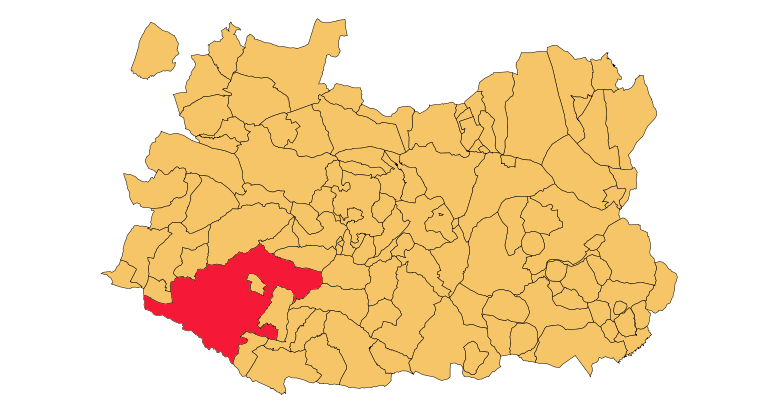
Розташування муніципалітету Альмодовар-дель-Кампо у провінції